# Церковь Спаса Преображения за верхом
Церковь Спаса Преображения за верхом — приходской храм Калужской епархии Русской православной церкви, расположенный в Калуге. Каменное здание церкви построено в 1700 году. Подворье Свято-Пафнутьева Боровского монастыря

## История
По мнению краеведа Д. И. Малинина, этот храм в начале XVII века располагался в черте городской крепости и в описи 1626 года назван «храм Преображение Спасово пуст, строенья нет ничего», «в городе ж». В описи 1685 года фигурирует уже деревянная церковь Спаса «на глубоком», поставленная на старой Смоленской дороге, на выезде из города.
Нынешний храм построен в 1700 году. Колокольня сооружена в 1776—1778 годах. В 1804 году построена трапезная с часовней; приделы обустроены в 1804—1810 годах при содействии купца Сорокина.
В 1898 году по инициативе настоятеля храма Алексия Макарова было открыто церковно-приходское попечительство. 13 ноября 1899 в селе Анненки была открыта школа грамоты. Такая же школа действовала и при храме на Смоленской улице. Храму также принадлежала часовня святителя Николая на источнике «Здоровец» в Березуевском овраге.
В 1938 году храм был закрыт, а здание отдали под типографию, склады и другие учреждения. Для увеличения объёма полезной площади в храме был сделан второй этаж.
В конце 1993 года здание было возвращено православной церкви и с тех пор является подворьем Свято-Пафнутьева Боровского монастыря.

## Архитектура
Здание представляет собой двухсветный четверик с декоративным пятиглавием.
Пять глав посажены близко друг от друга. Вместо обычных кокошников под кровлей такие же полукруглые изображения святых с 3-х сторон (сейчас закрашены). С боков трапезы слабые фронтоны, над окнами, в полукружиях также ранее были изображены святые лики. Колокольня трехъярусная, готического стиля, украшена колоннами, поставленными по три по углам каждого яруса одни над другими, оконцами-голосниками и прорезным трибуном-шпилем.
Наличники окон основного храма были срублены в XIX веке, их фрагменты сохранились под штукатуркой. В алтаре сохранилась роспись 1700 года. В северном приделе сохранилась полихромная изразцовая печь калужского производства.